# Virginia Slims of Philadelphia 1978
Virginia Slims of Philadelphia 1978  — жіночий тенісний турнір, що проходив на закритих кортах з килимовим покриттям Палестра у Філадельфії (штат Пенсільванія, США) в рамках Світової чемпіонської серії Вірджинії Слімс 1978. Відбувсь усьоме і тривав з 20 березня до 26 березня 1978 року. Перша сіяна Кріс Еверт здобула титул в одиночному розряді й отримала за це 20 тис. доларів США.

## Фінальна частина

### Одиночний розряд
Кріс Еверт —  Біллі Джин Кінг 6–0, 6–4

### Парний розряд
Керрі Мелвілл /  Енн Сміт —  Франсуаза Дюрр /  Вірджинія Вейд 6–3, 7–5

## Розподіл призових грошей
| Дисципліна       | П       | F       | 3-тє   | 4-те   | ЧФ     | 1/8    | 1/16 |
| Одиночний розряд | $20,000 | $10,500 | $6,300 | $5,500 | $2,800 | $1,550 | $850 |